# Serge Aurier
Serge Alain Stéphane Aurier, (franska: [sɛʁʒ oʁje]) född 24 december 1992, är en ivoriansk fotbollsspelare (högerback). Han spelar även för Elfenbenskustens landslag.

## Karriär
Den 2 februari 2024 värvades Aurier av turkiska Galatasaray, där han skrev på ett halvårskontrakt.